# Broomfenac
 Broomfenac is een niet-steroïde ontstekingsremmer en pijnstiller behorend tot de medicijngroep van de NSAID's . Het middel werd in 1997 in de Verenigde Staten in de handel gebracht als pijnstiller voor kortdurend gebruik van maximaal 10 dagen. Op 22 juni 1998 werd het wegens leverbeschadigingen uit de handel genomen.
Het geneesmiddel begon een tweede leven als oogdruppel in een concentratie van 0,09%. De indicatie is ter preventie van ontstekingsreacties na cataractoperaties. De frequentie van toediening is een- tot tweemaal daags 1 dosering, gedurende 2 weken na de operatie in het aangedane oog. Het is in Nederland in de handel onder de merknaam Yellox®.